# Svishtov Cove
Die Svishtov Cove (englisch; bulgarisch залив Свищов saliw Swischtow) ist eine 2,19 km breite und 1,48 km lange Bucht an der Nordwestküste der Ray Promontory an der Byers-Halbinsel der Livingston-Insel im Archipel der Südlichen Shetlandinseln. Sie liegt zwischen dem Essex Point im Nordosten und dem Start Point im Südwesten. Ihren nordwestlichen Seitenarm bildet die Belene Cove.
Britische Wissenschaftler kartierten sie 1968, chilenische 1971, argentinische 1980, spanische 1992 und bulgarische 2005 sowie 2009. Die bulgarische Kommission für Antarktische Geographische Namen benannte sie 2005 nach der Stadt Swischtow im Norden Bulgariens.